# Кашулинский, Максим Владимирович
Макси́м Влади́мирович Кашули́нский (род. 27 июня 1973, Рыбинск, Ярославская область) — российский журналист и медиаменеджер. Руководитель проекта о здоровье и саморазвитии Reminder. С 2004 по 2011 год был главным редактором российской версии журнала Forbes. До 2018-го — издателем и главным редактором портала Slon.ru, позже переименованного в Republic. С января 2012 года исполнял обязанности гендиректора ООО «Большой город». Ранее — корреспондент газеты «Сегодня» (1996—1997), заместитель главного редактора журнала «Компания» (1997—1999), редактор, заместитель главного редактора газеты «Ведомости» (1999—2002), шеф-редактор журнала «Компания» (2002—2003).

## Биография
Кашулинский родился 27 июня 1973 года в городе Рыбинске Ярославской области. Его отец, Владимир Лаврентьевич (1950—2005), упоминался в СМИ как депутат государственного собрания (курултая) республики Башкортостан, член Комитета по образованию, науке, культуре, спорту, туризму и делам молодежи, руководитель фракции «Единая Россия» в госсобрании Башкирии. В 1995 году Кашулинский окончил философский факультет Московского государственного университета имени Ломоносова.

### Карьера
Карьеру журналиста Кашулинский начал в 1994 году, он работал в информационном агентстве Skate. В 1996—1997 годах Кашулинский был корреспондентом отдела «Бизнес» газеты «Сегодня». СМИ указывали, что позднее он работал шеф-редактором журнала «Компания», занимал должности заместителя главного редактора — редактора отдела «Потребительский рынок» газеты «Ведомости».

#### Работа в Axel Springer Russia
В сентябре 2003 года Кашулинский начал работать в издательском доме Axel Springer Russia — российском подразделении немецкого концерна Axel Springer AG. В 2004 году ИД начал издавать два журнала на русском языке — ежемесячный деловой журнал Forbes и еженедельный общественно-новостной журнал Newsweek.

##### Работа в журналеForbes
Кашулинский занял должность шеф-редактора журнала Forbes. Издатель русского Forbes Леонид Бершидский называл Кашулинского «правой рукой Пола» — американского гражданина Пола Хлебникова, назначенного главным редактором русской версии журнала в 2004 году. Пилотный номер русского Forbes вышел в марте, а уже в мае в нём был опубликован список 100 самых богатых граждан России. СМИ указывали, что многие фигуранты этого списка остались им недовольны, однако до открытых конфликтов и угроз дело не дошло. Незадолго до своей гибели Хлебников говорил, что русский Forbes уже встал на ноги, и собирался осенью возвращаться в США. Хлебников был убит 9 июля 2004 года. Несколько дней спустя Бершидский заявил, что журнал всё равно будет выходить в России. Он указал, что шеф-редактор Forbes Кашулинский, вероятнее всего, займёт пост главного редактора издания. Сам Кашулинский отмечал, что не имеет представления о том, почему убили его коллегу. 30 августа 2004 года ИД Axel Springer Russia объявил о назначении Кашулинского главным редактором русской версии журнала Forbes. Комментируя это событие, Бершидский говорил о Кашулинском как об «опытнейшем деловом журналисте, знающем бизнес изнутри и обладающем сильной интуицией». По его словам, концепцию русского Forbes Хлебников разрабатывал вместе с Кашулинским. После своего назначения Кашулинский отметил, что редактировать Forbes в России — большая честь для него. Forbes, по его словам, «будто специально создан для российского рынка», поскольку «он поддерживает предприимчивость, критикует некомпетентность и даёт самые передовые идеи для бизнеса». Ряд сетевых СМИ отмечали, что, вопреки ожиданиям, в сентябрьском номере Forbes за 2004 год — первом номере журнала после смерти Хлебникова — не было упоминаний о его гибели.
1 декабря 2006 года разразился скандал, в ходе которого Кашулинский подал заявление об отставке. Axel Springer Russia отказался печатать историю самой богатой женщины России, супруги мэра Москвы — Елены Батуриной, пустив под нож весь тираж декабрьского Forbes. Гендиректор Axel Springer Russia Регина фон Флемминг издала приказ о замене главного материала номера переводным текстом. На официальном сайте издателя сообщалось, что приостановка производства декабрьского номера была связана с тем, что «в случае с главной историей журнала… не были соблюдены принципы журналистской этики». Axel Springer утверждал, что на обложку номера была вынесена искаженная цитата из интервью Батуриной, которая могла ввести читателей в заблуждение. Ряд сотрудников журнала свидетельствовали, что причиной конфликта стала сама статья. Кашулинский также утверждал, что редакция оперативно исправила обложку, однако издатель всё равно решил пустить под нож декабрьский тираж — из-за этого он и подал заявление об отставке. «Ведомости» писали, что представители «Интеко» — компании, принадлежащей Батуриной, — грозили издателю исками о защите деловой репутации и Кашулинскому было известно о подготовленном иске. Сам он отмечал, что суммы претензий в нём не было, но в качестве обеспечительных мер представители «Интеко» предлагали суду наложить арест на весь тираж журнала и запретить публикацию статьи в Интернете. В свою очередь американский Forbes потребовал, чтобы Axel Springer немедленно выпустил текущий номер в том виде, в каком он был напечатан.
4 декабря 2006 года СМИ сообщили о том, что конфликт, связанный с публикацией материала о Батуриной в журнале Forbes, исчерпан. Декабрьский номер вышел, причём, несмотря на то что в связи с «издержками» он стал дороже на 20 процентов, его продажи шли очень хорошо. Главный редактор Forbes остался на своём посту. В совместном заявлении выразили сожаление: руководство Axel Springer AG и Axel Springer Russia — в связи с тем, что «объяснения причин задержки выхода декабрьского номера могли вызвать подозрения в несоответствии работы редакции высочайшим стандартам журналистики», а редакция Forbes — в связи с тем, что «после этого ей пришлось публично усомниться в приверженности Axel Springer принципам независимой журналистики».
В начале февраля 2007 года «Ведомости», ссылаясь на адвоката Кашулинского и редакции русского Forbes Александра Добровинского, сообщили о судебных исках компании «Интеко» к журналу и его главному редактору. Иски были поданы в разные суды: к Кашулинскому «О распространении не соответствующих действительности сведений, порочащих деловую репутацию» — в Чертановский суд Москвы, а «Об опровержении не соответствующих действительности сведений, порочащих деловую репутацию, и взыскании нематериальных убытков, причинённых в результате распространения данных сведений» к редакции русской версии журнала Forbes — в Московский арбитражный. Как сообщил «Ведомостям» пресс-секретарь «Интеко» Геннадий Теребков, сумма каждого из исков составила 106 500 рублей (по 1 рублю за каждый экземпляр декабрьского выпуска журнала Forbes).
21 марта 2007 года Чертановский суд Москвы удовлетворил иск «Интеко» к Кашулинскому, взыскав с главного редактора русской версии журнала Forbes 109 165 рублей (а не в 106 500 рублей, так как в 2 665 рублей были оценены судебные издержки компании Батуриной). Адвокат Добровинский заявил, что намерен обжаловать данное решение в Мосгорсуде. 15 мая 2007 года Мосгорсуд отказал Кашулинскому в рассмотрении его просьбы о признании решения решения Чертановского суда незаконным. После оглашения судебного вердикта Добровинский заявил о намерении «дойти до Страсбурга и привлечь на нашу сторону все „Форбсы“ мира».
В ноябре того же года девятый апелляционный арбитражный суд Москвы признал претензии Батуриной необоснованными, однако та подала апелляцию, и в январе 2008 года тот же суд вынес решение в пользу Батуриной и потребовал от Axel Springer опубликовать опровержение статьи и выплатить компенсацию в размере 106,5 тысяч рублей. В апреле Axel Springer отказались от кассационной жалобы и решили выплатить компенсацию Батуриной. Также была достигнута договорённость о том, что Forbes не будет публиковать опровержение статьи.
После инцидента с этим выпуском Forbes ходили слухи, что Axel Springer продаст свои журналы (возможным покупателем называли издательский дом «Коммерсантъ»), однако, по состоянию на июль 2009 года, русские версии Newseek и Forbes оставались в собственности компании, Кашулинский — главным редактором Forbes, а Флемминг — главой Axel Springer Russia.

##### Работа в Slon.ru
В марте 2011 года Кашулинский был назначен генеральным директором и руководителем портала Slon.ru (после его ухода из редакции российского Forbes исполняющим обязанности главного редактора журнала стал Кирилл Горский, а с мая главредом стала Елизавета Осетинская). Первоочередной задачей Кашулинского на новом посту СМИ называли поиск нового главного редактора Slon.ru. В том же месяце на эту должность был назначен Юрий Сапрыкин, бывший редакционный директор ИД «Афиша», однако в августе 2011 года он ушёл, а новым главным редактором Slon.ru был назначен Андрей Горянов, ранее занимавший аналогичное место в журнале «Финанс.».
В январе 2012 года Кашулинский был назначен исполняющим обязанности гендиректора ООО «Большой город», выпускающим одноимённый журнал, не оставив при этом работы над порталом Slon.ru. Издания входили в одну медиагруппу.
В 2014 году Slon.ru одним из первых СМИ в России ввел платную подписку. По словам Кашулинского, это помогло изданию «большую часть времени находиться на самоокупаемости». В ноябре 2016 года издание было переименовано в Republic.

##### Работа в Reminder
В сентябре 2019 года Кашулинский объявил о запуске нового проекта — издания о здоровье, саморазвитии и практической философии Reminder. В феврале 2020 года Reminder открыл собственный сайт, помимо этого у проекта есть почтовая рассылка и Telegram-канал. В сентябре 2020 года одна из рубрик Reminder вошла в короткий список премии «Просветитель. Digital».